# Furcula transiens
Furcula transiens är en fjärilsart som beskrevs av Krulikovski 1909. Furcula transiens ingår i släktet Furcula och familjen tandspinnare. Inga underarter finns listade i Catalogue of Life.